# Якта-Ойя

Книга Якта-Ойя «Золотой поток» (1988)

Якта-Ойя (пол. Yáckta-Oya, имя при рождении Славомир Браль (пол. Józef Sławomir Bral); 5 апреля 1934 года, Варшава — 10 июля 2002 года, Гданьск) — польский писатель.

## Биография
Родился в Варшаве, после Второй мировой войны жил, учился и работал в Гданьске. Любитель природы, охоты и рыбалки нахлыстом.
После серьёзной болезни, помешавшей ему заниматься активной трудовой деятельностью, в 1985—1996 гг., написал 5 книг, изданных суммарным тиражом 700 000 экземпляров.

## Творчество
Писатель-индеанист. Автор приключенческих и исторических произведений, книг о путешествиях, предназначенных, в первую очередь, для молодых читателей.
Действие всех книг Якта-Ойя происходит в Канаде XVII—XIX века, в период открытий, изучения и освоения этих земель путешественниками, белыми поселенцами, торговцами, авантюристами, бандитами и мошенниками, бежавшими из Европы от судебных преследований. Описаны события золотой лихорадки на севере Америки.
Автор с документальной и этнографической точностью раскрывает реалии того времени и сложные отношения между белыми и туземцами, индейцами, которые в обмен на оружие и инструменты стали поставщиками ценных мехов для торговцев и факторий. Книги содержат описания природы, обычаев и верований канадских индейцев, исторические факты, галерею колоритных персонажей, в том числе, многих исторических персон.